# شاهبلاغ بالا
شاهبلاغ بالا، روستایی از توابع بخش مرکزی شهرستان گرمسار در استان سمنان ایران است.

## جمعیت
این روستا در دهستان لجران قرار دارد و براساس سرشماری مرکز آمار ایران در سال ۱۳۸۵، جمعیت آن ۱٬۶۷۱ نفر (۴۱۵خانوار) بوده‌است.